# Et alii
Et alii (afgekort als e.a., et al. of & al.) is een auteursverwijzing voor "en anderen". Deze Latijnse uitdrukking is vergelijkbaar met het eveneens Latijnse et cetera en volgt na de eerste auteur die deel uitmaakt van een groep van auteurs die over eenzelfde onderwerp publiceerden, in plaats van een uitputtende opsomming van de namen van alle individuele auteurs uit deze groep. De uitdrukking kan niet los gebruikt worden.
Alii is mannelijk en kan gebruikt worden voor een groep mannen of mannen en vrouwen samen, het vrouwelijk alternatief is et aliae (of et aliæ). Soms wordt ook het neutrale et alia gebruikt, alhoewel dat enkel voor onzijdige, niet-levende dingen bedoeld is.
Bij zowel de bronvermeldingen in Harvardstijl als in de APA-stijl wordt et al. gebruikt om in verwijzingen naar een artikel met meer dan twee auteurs slechts de eerstgenoemde (vaak voornaamste) auteur te noemen. Dit is ook het geval bij auteurscitatie in de botanische nomenclatuur. De aanbeveling aangaande auteurscitatie in de zoölogisch code staat de afkorting toe zolang de volledige auteursverwijzing elders in hetzelfde werk gegeven wordt.  De MLA-stijl gebruikt het voor meer dan drie auteurs.
In het Nederlands wordt et al. in geschreven tekst soms vervangen door "en collega's", omdat het niet stijlvol wordt gevonden dat er een punt in een lopende zin staat.